# Tachygyna
Tachygyna Chamberlin & Ivie, 1939 è un genere di ragni appartenente alla famiglia Linyphiidae.

## Distribuzione
Le quindici specie oggi attribuite a questo genere sono state reperite in America settentrionale, principalmente in USA e Canada; la sola T. ursina è stata rinvenuta anche in Alaska.

## Tassonomia
Questo genere è stato rimosso dalla sinonimia con Phanetta Keyserling, 1886, a seguito di un lavoro dell'aracnologo Millidge (1984a), contra un analogo lavoro di Brignoli (1979c).
A giugno 2012, si compone di 15 specie:
- Tachygyna alia Millidge, 1984 — USA
- Tachygyna cognata Millidge, 1984 — USA
- Tachygyna coosi Millidge, 1984 — USA
- Tachygyna delecta Chamberlin & Ivie, 1939 — USA
- Tachygyna exilis Millidge, 1984 — USA, Canada
- Tachygyna gargopa (Crosby & Bishop, 1929) — USA
- Tachygyna haydeni Chamberlin & Ivie, 1939 — USA, Canada
- Tachygyna pallida Chamberlin & Ivie, 1939 — USA, Canada
- Tachygyna proba Millidge, 1984 — USA, Canada
- Tachygyna sonoma Millidge, 1984 — USA
- Tachygyna speciosa Millidge, 1984 — USA
- Tachygyna tuoba (Chamberlin & Ivie, 1933) — USA
- Tachygyna ursina (Bishop & Crosby, 1938) — USA, Canada, Alaska
- Tachygyna vancouverana Chamberlin & Ivie, 1939[3] — USA, Canada
- Tachygyna watona Chamberlin, 1948 — USA

### Sinonimi
- Tachygyna alaskensis Chamberlin & Ivie, 1947; sinonima di T. ursina (Bishop & Crosby, 1938) a seguito di un lavoro di Millidge (1984a)[1].
- Tachygyna paita Chamberlin, 1949; sinonima di T. haydeni Chamberlin & Ivie, 1939 a seguito di un lavoro di Millidge (1984a)[1].
- Tachygyna sima Chamberlin, 1949; sinonima di T. ursina (Bishop & Crosby, 1938) a seguito di un lavoro di Millidge (1984a)[1].